# Françoise Rachmühl
Francoise Rachmühl, née Françoise Perrin le 25 octobre 1931 à Nancy, est une écrivaine, nouvelliste, romancière et conteuse française.

## Biographie
Elle est agrégée de lettres modernes. Après ses études, elle est devenue professeure de lettres modernes au collège et lycée, elle s'est installée en région parisienne. Elle est devenue directrice de collection scolaire chez Hatier. Elle a ensuite animé des ateliers d'écriture, de contes et de poésie en milieu scolaire. Elle a publié pour la jeunesse une dizaine de recueils de contes de différents pays et des provinces de France,,,.

## Décoration
- Commandeur de l'ordre des Palmes académiques, à titre exceptionnel (2022)[6]

## Œuvres
Elle a écrit de nombreux ouvrages, :
- Antigone la courageuse (2017)[9]
- Déméter la généreuse (2016)
- Héraclès le valeureux (2016)
- Héroïnes et héros de la mythologie grecque (2016)[10]
- Lancelot, le chevalier à la charrette (2014) avec Françoise Rachmühl comme Adaptateur
- Contes d'Irlande (2013)
- Dieux & déesses de la mythologie grecque (2013)[11]
- 13 histoires de vampires (2011)
- La Bible en 15 récits (2011)
- Suite pour Eurydice, et autres nouvelles (2010)
- Passage de l'ombre (2010)
- Le grand voyage d'Ulysse (2009)
- 15 contes et légendes des fées (2009)
- 15 légendes extraordinaires de dragons (2007)
- Les douze travaux d'Hercule (2007)
- 18 contes de Cuba (2005)
- Le Horla (2004) avec Françoise Rachmühl comme Éditeur scientifique
- 16 métamorphoses d'Ovide (2003) avec Françoise Rachmühl comme Adaptateur
- Yggdrasill, l'arbre des origines (2002)
- "La Farce de Maître Pathelin", compléments pédagogiques (2002)
- 18 contes de la naissance du monde (2002)
- 15 contes d'Europe (2001)
- David malgré lui (2001)
- 13 contes et récits d'Halloween (2000)
- Les fabliaux du Moyen âge (1999)
- Contes traditionnels de Vendée (1998)
- Contes traditionnels d'Aunis Saintonge (1997)
- Contes traditionnels d'Alsace (1995)
- Contes traditionnels de Lorraine (1994)
- "Le horla" et autres contes fantastiques, Maupassant (1992)
- Contes de Lituanie, Lec Mastas. L'Enfant des Laumes (1991)
- Oiseau-sur-l'Épaule (1988)
- Histoires lisses (1985)